# Trouble (álbum de Akon)
Trouble é o álbum de estreia do cantor senegalês de hip hop e R&B Akon. Foi lançado em 29 de junho de 2004. O álbum teve como singles as músicas "Locked Up", "Ghetto", "Lonely", "Belly Dancer (Bananza)" e "Pot of Gold". A versão "Deluxe Edition" foi lançada logo em seguida em 2004 contendo dez faixas. Akon ganhou com o este álbum o disco de platina por ter vendido mais de 1.6 milhões de cópias nos Estados Unidos. O Álbum contem participações dos rappers Styles P. & JW.
Em 12 de fevereiro de 2005, chegando por fim à posição #1 no UK Albums Chart, permanecendo por duas semanas.

## Faixas
| N.º | Título                   | Letras                                              | Produtor(es)  | Duração |  |
| 1.  | "Locked Up"              | Akon                                                | Akon          | 3:56    |  |
| 2.  | "Trouble Nobody"         | Akon, R. Grant, D. Thomas                           | Akon          | 3:23    |  |
| 3.  | "Bananza (Belly Dancer)" | Akon, Lynval Golding, Terence Hall, Neville Staples | Akon          | 4:00    |  |
| 4.  | "Gangsta"                | Akon, T. Pettigrew, J. Mann, D. Stephens            | Akon          | 4:15    |  |
| 5.  | "Pot Of Gold"            | Akon, Shawn Williams                                | Shawn WMS     | 3:36    |  |
| 6.  | "Show Out"               | Akon                                                | Akon          | 3:25    |  |
| 7.  | "Lonely"                 | Akon, Bobby Vinton, Gene Allen                      | Akon          | 3:57    |  |
| 8.  | "When The Time's Right"  | Akon                                                | Akon          | 3:44    |  |
| 9.  | "Journey"                | Akon, A. Lawson                                     | Akon          | 4:18    |  |
| 10. | "Don't Let Up"           | Akon, B. Boulai                                     | Akon, Benny D | 4:00    |  |
| 11. | "I Won't"                | Akon,                                               | Akon          | 4:02    |  |
| 12. | "Locekd Up (Remix)"      | Akon, Styles P.                                     | Akon, Knobody | 3:52    |  |

Faixa bônus (Reino Unido)
| Lista de faixas |                                          |                  |               |         |  |
| N.º             | Título                                   | Letras           | Produtor(es)  | Duração |  |
| 13.             | "Gunshot"                                | Akon, Dave Kelly |               | 2:57    |  |
| 14.             | "Locked Up (Remix)" (com Styles P & Taz) | Akon             | Akon, Knobody | 3:49    |  |

Disco bônus (Deluxe)
| Lista de faixas |                                                                  |        |              |         |  |
| N.º             | Título                                                           | Letras | Produtor(es) | Duração |  |
| 15.             | "Easy Road"                                                      | Akon   | Akon         | 3:22    |  |
| 16.             | "Belly Dancer (Bananza) (Remix)" (com Kardinal Offishall)        | Akon   | Akon         | 3:28    |  |
| 17.             | "Senegal"                                                        | Akon   | Akon         | 2:53    |  |
| 18.             | "Keep On Callin'" (com P-Money)                                  | Akon   | Akon         | 3:34    |  |
| 19.             | "Miss Melody" (com Miri Ben-Ari)                                 | Akon   | Akon         | 3:50    |  |
| 20.             | "Kill The Dance (Got Something For Ya)" (com Kardinal Offishall) | Akon   | Akon         | 2:58    |  |
| 21.             | "Find Us (In the Back of the Club)" (com The Beatnuts)           | Akon   | Akon         | 3:15    |  |
| 22.             | "I'm Back" (com Baby Bash)                                       | Akon   | Akon         | 3:48    |  |
| 23.             | "Yey" (com Grady Babyz)                                          | Akon   | Akon         | 4:32    |  |

## Paradas e posições
| Paradas (2004)                                | Melhor posição | Semanas |
| --------------------------------------------- | -------------- | ------- |
| Estados Unidos - Billboard R&B/Hip-Hop Albums | 11             | 73      |
| Paradas (2005)                                | Melhor posição | Semanas |
| Estados Unidos - Billboard 200                | 18             | 72      |
| União Europeia - European Top 100 Albums      | 4              | 30      |